# Sökarna
Sokarna é um filme sueco de 1993, dos gêneros drama, ação e policial, dirigido por Daniel Fridell e Peter Cartriers.

## Elenco principal
- Liam Norberg - Jocke Vanås
- Ray Jones IV - Ray Lopez
- Thorsten Flinck - Kola-Tony
- Jonas Karlsson - Gurra
- Musse Hasselvall - Andy

## Sinopse
Três amigos rebeldes que crescem juntos em Estocolmo, Suécia, no início dos anos 1990, têm uma paixão por dinheiro e crime. O sonho deles é ter dinheiro e viver a vida de uma super estrela. Para conseguirem este estilo de vida extravagante, eles cometem certos delitos menores, roubos, e outros crimes violentos; especialmente contra os skinheads, um grupo Nazi/racista cujo movimentos teve o seu surgimento nos princípios dos anos 90, na Suécia.
Após participarem de um roubo a um armazém de roupas, Joakim Vanas (interpretado por Liam Norberg) é apanhado e julgado a cumprir alguns anos na penitenciária sueca. Na cadeia, Joakim é exposto à brutalidade dos reclusos, e associa-se com um criminoso de mau caráter, de nome Tony, que o introduz ao consumo da cocaína.
Pouco após serem libertos da cadeia, Joakim e Tony voltam a formar uma equipe com os antigos amigos de Joakim, e começam a cometer mais crimes violentos: assaltos a bancos e distribuição de drogas. Os amigos rapidamente se tornam ricos e gastam milhares de dólares em roupas da Versace, champanhe, drogas e mulheres.
Após alguns anos de muitas mulheres e de muita droga consumida, começam então a pagar pelo seu estilo de vida esplêndido. Os amigos tornam-se dependentes de cocaína e heroína. Em um determinado momento começam a desconfiar uns dos outros e, como consequência, discutem sobre a divisão de lucro do comércio da droga, e Tony sequestra Helen, namorada de longo tempo de Joakim. Quando Joakim se torna ciente do sequestro de Helen, ele começa a procurar por Tony.
O fim acaba em um confronto mortal entre Tony e Joakim. O protagonista sobrevive após o confronto com Tony, mas, alguns minutos mais tarde, morre na tentativa de escapar da polícia.